# Tag der Franken

Die fränkische Flagge

Der Tag der Franken wurde 2006 auf Beschluss des Bayerischen Landtags ins Leben gerufen und wird seit dem Jahr 2006 jährlich am 2. Juli oder am darauf folgenden Wochenende begangen. Er soll die vielgestaltige Landschaft und Geschichte der fränkischen Region deutlich machen sowie das Bewusstsein für die Entwicklungskraft und das Innovationspotenzial Frankens stärken. Die zentrale Festveranstaltung wird abwechselnd in und von den drei fränkischen Bezirken Bayerns ausgerichtet – das sind der Bezirk Oberfranken, der Bezirk Mittelfranken und der Bezirk Unterfranken – und hat den Charakter eines Landesfestes.
Vorläufer des jetzigen Tags der Franken in Bayern waren seit 1999 Veranstaltungen des Fränkischen Bundes und weiterer Veranstalter.

## Historische Hintergründe und Einrichtung

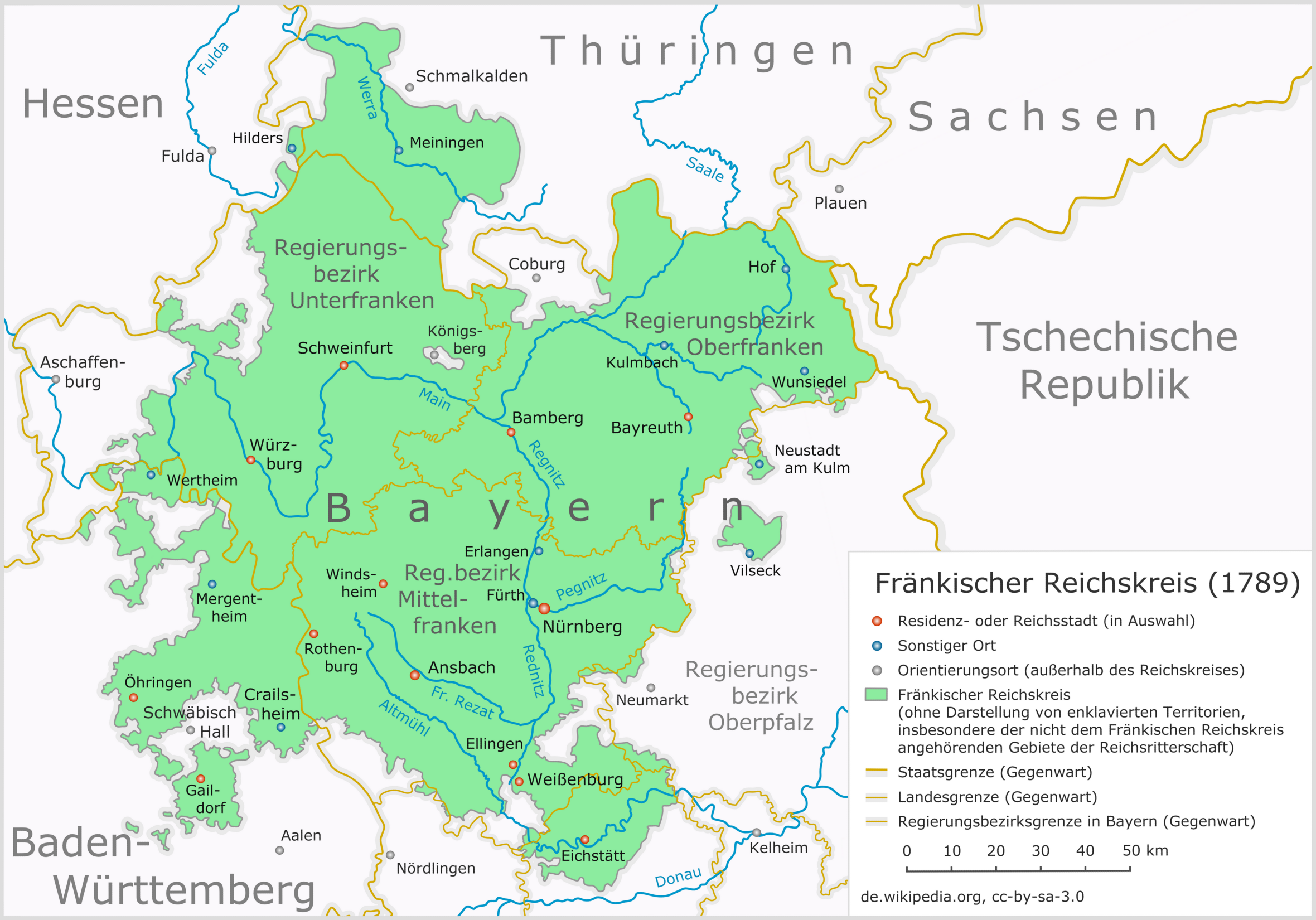
Der Fränkische Reichskreis

Der Tag der Franken geht auf eine Initiative des Fränkischen Bundes zurück, der ab 1999 alljährlich einen Frankentag veranstaltet. Der regionalistische Verein ordnete diese Veranstaltung in die Tradition der Revolution von 1848/1849 ein, in deren Ausklang 1849 auf einem Frankentag die Annahme der gesamtdeutschen Paulskirchenverfassung gefordert wurde.
Als Datum wurde der 2. Juli gewählt, womit an die Einrichtung unter anderem des Fränkischen Reichskreises erinnert werden sollte. Der Reichskreis bildete über 300 Jahre im territorial fragmentierten Franken einen institutionellen Rahmen und nahm gemeinschaftliche Aufgaben wie Münzwesen, Sicherung des Landfriedens oder die Stellung von Truppen für die Reichsarmee wahr.
Die Bezeichnung Frankentag wurde von Hartmut Heller vom Frankenbund kritisiert, da sie an die gleichnamigen Propagandaveranstaltungen in der NS-Zeit auf dem Hesselberg erinnere.
Im Oktober 2004 wurde durch eine Petition im Bayerischen Landtag erstmals versucht, einen offiziellen Festtag durchzusetzen. Wiederholte Initiativen waren schließlich erfolgreich, nachdem alle fränkischen Abgeordneten der großen Parteien CSU und SPD sich vereint mit Nachdruck für den Festtag eingesetzt hatten. Am 18. Mai 2006 stimmte der Bayerische Landtag der Einführung des Tags der Franken zu und bestätigte den 2. Juli als geeigneten Termin. Mit der jährlichen Festveranstaltung soll das Bewusstsein der Menschen für die wechselvolle eigene Geschichte gestärkt werden.

## Veranstaltungen

### Die zentralen Festveranstaltungen zum Tag der Franken im Überblick

#### Bisherige Veranstaltungen
- 2006 Nürnberg (Mittelfranken) (200 Jahre Franken in Bayern)
- 2007 Bamberg (Oberfranken) (Franken mit Leib und Seele)
- 2008 Miltenberg (Unterfranken)
- 2009 Bad Windsheim, Fränkisches Freilandmuseum Bad Windsheim (Mittelfranken) (Franken in Europa, Europa in Franken)
- 2010 Kulmbach (Oberfranken) (Franken genießen)
- 2011 Bad Kissingen (Unterfranken) (Singendes, klingendes Franken)
- 2012 Schwabach (Mittelfranken) (Frauen in Franken)
- 2013 Bayreuth (Oberfranken) (Franken im Ohr)
- 2014 Ochsenfurt (Unterfranken) (Franken – hier schlägt Main Herz)
- 2015 Erlangen (Mittelfranken) (Fremde in Franken)
- 2016 Hof (Saale) (Oberfranken) (Patente Franken – Fränkische Patente)
- 2017 Kitzingen (Unterfranken)[7] (Kultur-Brücken)
- 2018 Ansbach (Mittelfranken) (Essen in Franken)
- 2019 Neustadt bei Coburg (Oberfranken), Sonneberg (Südthüringen)[8] (Gemeinsam.Fränkisch.Stark.)
- 2020 war die zentrale Festveranstaltung in Haßfurt (Unterfranken) vorgesehen[9], wurde wegen der COVID-19-Pandemie jedoch auf 2021[10], dann um ein weiteres Jahr auf 2022 verschoben[11] und schließlich nach Aschaffenburg verlegt.
- 2022 Aschaffenburg (Unterfranken) (Kunst, Kultur, Klima)[12]
- 2023 Bad Windsheim, Fränkisches Freilandmuseum Bad Windsheim (Mittelfranken) (Jung in Franken)[13]
- 2024 Wunsiedel, Luisenburg (Oberfranken)[14](Vorhang auf für Franken)[15]
- 2025 Haßfurt (Unterfranken) (Tradition.Zukunft.Heimat)[16]

#### Veranstaltungen in Vorbereitung
- 2026 wurde der Tag der Franken für Sonntag, den 5. Juli, in Treuchtlingen (Mittelfranken) geplant.

### Tag der Franken (2006 bis 2018)
Der erste Festtag wurde 2006 in Nürnberg (Bezirk Mittelfranken) gefeiert. Veranstaltungsort war das Museum Industriekultur, in dem zur gleichen Zeit die Landesausstellung 200 Jahre Franken in Bayern präsentiert wurde. Die Hauptveranstaltung fand in der Tafelhalle statt.
Der zweite Tag der Franken wurde 2007 in Bamberg (Bezirk Oberfranken) anlässlich des 1000-jährigen Jubiläums des Erzbistums Bamberg (1000 Jahre unterm Sternenmantel) zelebriert unter dem Motto Franken mit Leib und Seele.
2008 beging Miltenberg (Bezirk Unterfranken) im Rahmen der Unterfränkischen Kulturtage den fränkischen Festtag.
In der Folge der sich abwechselnden Veranstalter war 2009 wieder der Bezirk Mittelfranken als Ausrichter an der Reihe. Mit dem Motto Franken in Europa – Europa in Franken ging der Bezirk Mittelfranken als Erster den Schritt, den Tag der Franken als eigenständigen Festtag, losgelöst von anderen Veranstaltungen, zu präsentieren, um dessen Bedeutung hervorzuheben. Veranstaltungsort war das Fränkische Freilandmuseum Bad Windsheim. Mit dem Themenbezug zu Europa wurde erinnert, dass Franken als Drehscheibe Europas, als Mittler zwischen Ost und West, Nord und Süd, und als Verkehrsknotenpunkt seit dem Mittelalter die europäische Region schlechthin ist. Dazu wurden aus allen europäischen Mitgliedstaaten Vereine und Aussteller eingeladen, die neben den fränkischen auch ihre eigenen Traditionen und Verknüpfungen mit Franken den Besuchern präsentieren konnten.
2010 beging der Bezirk Oberfranken in Kulmbach den Festtag unter dem Motto Franken genießen, wobei insbesondere Oberfranken als Kultur- und Genussregion im Fokus stand.
2011 feierte der Bezirk Unterfranken in Bad Kissingen. Gemäß dem Motto Singendes, klingendes Franken wurde durch zahlreiche Musikgruppen die Vielfalt der fränkischen Musiklandschaft präsentiert. Bei seiner Festansprache bezeichnete Bayerns Ministerpräsident Horst Seehofer Franken als das Flaggschiff der bayerischen Energiewende.
2012 beim Tag der Franken in Schwabach (Bezirk Mittelfranken) standen die Frauen im Mittelpunkt gemäß dem Motto Frauen in Franken. So wurden auch in einer Ausstellung im Stadtmuseum Schwabach die Lebenssituationen von Frauen aus verschiedenen gesellschaftlichen Gruppen vom Mittelalter bis in die heutige Zeit gezeigt. Zu fünf Zeitinseln (Mittelalter, Neuzeit, Industrialisierung, Anfang des 20. Jahrhunderts, Jetztzeit) wurden je drei historische Ausnahmefrauen vorgestellt. Als Wanderausstellung stieß sie 2013 auch im Bayerischen Landtag auf großes Interesse.
2013 hatte der Bezirk Oberfranken ein abweichendes Konzept entwickelt. Statt eines zentralen Festes gab es Veranstaltungen in über 100 Gemeinden in allen drei fränkischen Bezirken. Das Motto für alle Veranstaltungen 2013 lautete Franken im Ohr. Es war gewählt in Anlehnung an die beiden im Jahr 2013 stattgefundenen Jubiläen von Jean Paul (250 Jahre) und Richard Wagner (200 Jahre). Der zentrale Festakt fand in Bayreuth statt.
2014 beim Tag der Franken in Ochsenfurt (Bezirk Unterfranken) stand der Main als Lebensader Frankens im Mittelpunkt unter dem Motto Franken – hier schlägt Main Herz.
2015 beim Tag der Franken in Erlangen (Bezirk Mittelfranken) wurde gemäß dem Motto Fremde in Franken in einer umfassenden Ausstellung dargelegt, wie zu allen Zeiten Einwanderer nach Franken kamen und hier heimisch wurden. Gerade Erlangen ist hierfür ein Musterbeispiel, denn durch die Aufnahme von 1500 französischen Hugenotten nach dem Dreißigjährigen Krieg begann der Aufschwung des bis auf 500 Menschen entvölkerten Erlangens bis zur heutigen Blüte.
Der Tag der Franken 2016 in Hof (Bezirk Oberfranken) stand unter dem Motto (Patente Franken – Fränkische Patente). Dafür wurde von der KulturServiceStelle des Bezirks Oberfranken in Zusammenarbeit mit dem Museum Bayerisches Vogtland in Hof die Ausstellung Patente Franken konzipiert. Diese beweist, dass Franken sich durch einen ausgeprägten Erfindergeist auszeichnet, der sich in zahlreichen Patenten und Innovationen widerspiegelt, ohne die die heutige Welt gar nicht mehr denkbar wäre. Sie verweist auch auf die Kraft dieser Region und ihrer Menschen auch zukünftig Bahnbrechendes zu entwickeln. Diese Ausstellung kann in der IHK-Akademie Mittelfranken in der Walter-Braun-Straße 15 in Nürnberg besichtigt werden, es sei denn, sie ist gerade als Wanderausstellung an einem anderen Ort in Franken zu sehen.
2017 fand der Tag der Franken in Kitzingen (Bezirk Unterfranken) statt verbunden mit den Unterfränkischen Kulturtagen unter dem gemeinsamen Motto Kultur-Brücken.
2018 war der Festtag in Ansbach (Bezirk Mittelfranken), der unter dem Motto Essen in Franken stand, eingebettet in die Rokoko-Festspiele, die zur selben Zeit stattfanden. Beim Festakt im Ansbacher Hofgarten hielt Ministerpräsident Markus Söder eine launige Rede über das Wirken der Franken zum Wohle Bayerns.

### Tag der Franken 2019 – erstmals länderübergreifend
Der 14. Tag der Franken wurde am 6. und 7. Juli vom Bezirk Oberfranken gemeinsam mit der bayerischen Staatsregierung und den beiden Ausrichterstädten Sonneberg (Südthüringen) und Neustadt bei Coburg (Oberfranken) erstmals länderübergreifend mit über 25 000 Besuchern gefeiert unter dem Motto GEMEINSAM.FRÄNKISCH.STARK.
Die unmittelbar aneinander liegenden Partner- und Nachbarstädte Neustadt und Sonneberg haben zusammen fast 40.000 Einwohner und bilden einen gemeinsamen Wirtschafts-, Bildungs- und Sozialraum, den Vollbeschäftigung und Prosperität kennzeichnen. Unter dem Dach der Europäischen Metropolregion Nürnberg forciert das Städteduo unter der Marke SON.NEC – GEMEINSAM.FRÄNKISCH.STARK. die gemeinsame Entwicklung. Die Wort-Bild-Marke der beiden Städte wurde auch als Motto des 14. Tags der Franken übernommen.
Der Haupttag am 7. Juli wurde im Freizeitpark Villeneuve-sur-Lot in Neustadt mit einem ökumenischen Gottesdienst mit Mundartbeiträgen eröffnet.
Beim zentralen Festakt der bayerischen Staatsregierung am 7. Juli im Gesellschaftshaus in Sonneberg hob der Bezirkstagspräsident von Oberfranken Henry Schramm in seiner Begrüßungsrede das Engagement der Menschen in den beiden Ausrichterstädten hervor. Schon im Vorfeld wurde der Tag der Franken mit einer bisher einzigartigen Fülle von 120 Veranstaltungen sechs Wochen lang gefeiert. Erstmals wurde ein eigenes Tag-der-Franken-Lied mit dem Refrain GEMEINSAM.FRÄNKISCH.STARK. komponiert, mit dem die Sonneberger Liedermacherin Kristina Jakobs zusammen mit ihrem Chor den Festakt eröffnete. Das Lied erinnert auch an die Tradition der beiden Festgemeinden als Spielzeugstädte. Die Festrede hielt der bayerische Innenminister Joachim Herrmann. Gemeinsam mit dem thüringischen Ministerpräsidenten Bodo Ramelow und den beiden Stadtoberhäuptern Frank Rebhan (Neustadt bei Coburg) und Dr. Heiko Voigt (Sonneberg) wurde in einer Podiumsdiskussion erörtert, wie der Wunsch der beiden Nachbarstädte nach noch engerer Zusammenarbeit realisiert werden kann.
In den beiden durch die Landesgrenze getrennten Nachbarstädten Neustadt und Sonneberg wird mit dem Itzgründisch ein mainfränkischer Dialekt gesprochen. Die gemeinsame Ausrichtung des 14. Tags der Franken weist darauf hin, dass Franken über die Landesgrenze Bayerns hinaus beheimatet waren und sind. Um diese fränkische Brücke zwischen den Bundesländern hervorzuheben, schlug Bodo Ramelow vor, das Frankenlied, das beim Fest gemeinsam gesungen wurde, um drei weitere Strophen zu erweitern, jeweils eine für die fränkischen Regionen in Thüringen, Baden-Württemberg und Hessen.
An den 30. Jahrestag des Mauerfalls wurde in einer Ausstellung in Neustadt erinnert, weil die vierzigjährige Trennung und die Wiedervereinigung von den Bürgern der Nachbarstädte in intensiver Weise erlebt wurde. Am 12. November 1989 wurde die innerdeutsche Grenze an der Gebrannten Brücke zwischen den beiden Nachbarstädten geöffnet. Am 1. Juli 1990 unterzeichneten Peter-Michael Diestel und Wolfgang Schäuble vor Ort den Vertrag über die Abschaffung der Grenzkontrollen an der innerdeutschen Grenze.
Die Infotour 70 Jahre Grundgesetz der Bundesregierung durch einige deutsche Städte war auch in Neustadt zu Gast.
Das Bewusstsein für die Entwicklungskraft und das Innovationspotenzial Frankens wurde am Beispiel des praktischen Einsatzes der Wasserstofftechnologie für eine umweltfreundliche Mobilität gezeigt. Dabei standen verschiedene mit Brennstoffzellen betriebene Fahrzeuge im Mittelpunkt. So wurden kommunale PKWs vorgeführt, die mit im Klärwerk Sonneberg-Heubisch aus lokalen, erneuerbaren Energien selbst erzeugtem Wasserstoff betrieben werden. Auch der Buspendel-Verkehr zwischen beiden Städten wurde von einem Wasserstoff-Bus unterstützt. Erstmals in Bayern kam auch ein Wasserstoffzug zum Einsatz. Die Besucher konnten mit dem Wasserstoff-Triebzug Coradia iLint von Alstom zwischen den nur wenige Kilometer auseinander liegenden Bahnhöfen von Neustadt und Sonneberg pendeln.
Sonneberg stellt eine der Keimzellen für eine dezentrale Wasserstoffregion dar, die zwischen Main und Elbe im Aufbau begriffen ist. Näheres hierzu findet sich auch im vom Bezirk Oberfranken herausgegebenen kostenfreien „Magazin zum Fränkischen Festtag in Neustadt bei Coburg und Sonneberg 2019“.

### Tag der Franken (ab 2022)
Beim Tag der Franken 2022 in Aschaffenburg (Bezirk Unterfranken) wurde der Festakt im Innenhof von Schloss Johannisburg durchgeführt mit anschließendem Festumzug durch die Stadt.
2023 in Bad Windsheim (Bezirk Mittelfranken) fand die Festveranstaltung bereits zum zweiten Mal im Fränkischen Freilandmuseum mit einem reichen Kulturprogramm statt.
2024 in Wunsiedel (Bezirk Oberfranken) starteten die Feierlichkeiten mit dem Festakt auf der Luisenburg, der ältesten Freilichtbühne Deutschlands. Die Ansprachen der Festredner wechselten mit Kostproben aus dem Programm der Luisenburg-Festspiele. Wie schon in den Vorjahren zeigte der bayerische Ministerpräsident Markus Söder bei seiner launigen Festansprache seine Verwurzelung in seiner fränkischen Heimat. Vor dem gemeinsamen Absingen der fränkischen „Hymne“ Wohlauf, die Luft geht frisch und rein lud 1. Bürgermeister Nicolas Lahovnik zum Stadtfest in der Wunsiedler Innenstadt ein.
2025 in Haßfurt begann der Tag der Franken mit einem ökumenischen Festgottesdienst in der Ritterkapelle, einer stattlichen spätgotischen Kirche, die bis über den letzten Platz hinaus mit Besuchern prall gefüllt war. Mit ihrem Humor und ihrer frohen Botschaft mit fränkischem Zungenschlag – sogar die Lesung aus der Bibel erfolgte auf Fränkisch – sorgten die drei Geistlichen für eine gelöste und heitere Festtagsstimmung, die sich in einem mächtigen Gesang der Festgemeinde manifestierte, als zum ersten Mal an diesem Tage das Frankenlied in der Kirche angestimmt wurde.
Der anschließende Festzug von der Ritterkapelle zur Hauptbühne am Marktplatz verlief an den aufgebauten Ständen links und rechts der Straße vorbei über das Frankenlied hinweg, dessen erste Strophe von der Kalligraphiekünstlerin Melina Müller auf die Hauptstraße aufgetragen worden war.
Auf der Hauptbühne fand dann die feierliche Eröffnung mit allen voran Ministerpräsident Dr. Markus Söder und Landtagspräsidentin Ilse Aigner statt. Bürgermeister Günther Werner bezog sich bei seiner Festrede u. a. auf den Aspekt Zukunft des Mottos Tradition.Zukunft.Heimat, indem er auf die Pionierrolle von Haßfurt bei den Erneuerbaren Energien hinwies, insbesondere beim Aufbau einer kommerziellen Wasserstoffwirtschaft (siehe hierzu auch den Beitrag Haßfurt kann Nachhaltigkeit im Magazin des Bezirks Unterfranken zum Fränkischen Festtag in Haßfurt 2025). Zum Ende des Festaktes am Marktplatz schmetterten dann etliche tausend Kehlen das Frankenlied. Laut Polizei waren insgesamt 20.000 Festgäste nach Haßfurt gekommen, die sich in der Haßfurter Innenstadt auf fünf großen Bühnen und rund 200 Ständen über fränkische Natur, Kultur, Lebensfreude und fränkisches Selbstbewusstsein informieren konnten, wobei auch die Gaumenfreuden nicht zu kurz kamen.

## Flagge
Die Flagge Frankens, der Fränkische Rechen, stellt kein offizielles Hoheitssymbol in Bayern dar. Genau genommen hatte Franken vor der Eingliederung in das Königreich Bayern 1806 gar keine eigene Flagge. Den heute gängigen und weithin bekannten Fränkischen Rechen auf rot-weißem Hintergrund verdanken die Franken den bayerischen Behörden, die die hinzugewonnenen fränkischen Gebiete in das bayerische Wappen integrierten und dafür ein Symbol benötigten, um den Zuwachs gebührend zu repräsentieren. Man entschied sich für das Wappen der Würzburger Fürstbischöfe, die schon ab dem 15. Jahrhundert den Zusatztitel Herzog zu Franken führten, als quasi deren Amtsnachfolger der König von Bayern fungierte, der sich in seiner offiziellen Titulatur auch als Herzog von Bayern, Franken und zu Schwaben etc. bezeichnen ließ.
Seit 1835 ist der Fränkische Rechen im offiziellen bayerischen Wappen im zweiten Feld oben rechts zu sehen. Die Landesverfassung Bayerns vom 8. Dezember 1946 bestätigte die Landesfarben Weiß und Blau und am 14. Dezember 1953 wurden die Streifenflagge und die Rautenflagge offiziell eingeführt.
Am Tag der Franken werden alle öffentlichen Gebäude beflaggt, ein Vorgang, der sonst nur bei höchsten staatlichen Anlässen geschehen darf. Neben den bayerischen Landesfarben werden auch die Fahnen der fränkischen Bezirke gehisst. Da der Fränkische Rechen kein offizielles Hoheitssymbol in Bayern darstellt, kann und darf das Hissen von staatlicher Seite nicht angeordnet werden. Seit 2012 darf der Fränkische Rechen zusätzlich gehisst werden.